# Benedict Waldeck
Benedikt Franz Leo Waldeck (31. července 1802, Münster – 12. května 1870, Berlín) byl levicový politik v pruské Národní radě, později ve druhé komoře. V květnu 1849 byl v Berlíně zatčen pro velezradu, ale v prosinci zproštěn viny. Je důležitou postavou německé státotvorné historie.